# 西川章
西川 章（にしかわ あきら、1935年1月18日 - 2024年12月13日）は、日本の経営者。三菱マテリアル社長を務めた。大阪府出身。

## 来歴・人物
1959年に京都大学工学部を卒業し、同年に三菱金属に入社した。1991年6月に取締役に就任し、2000年6月に社長に就任。2004年6月に会長に就任したが、2005年に土壌汚染隠しの責任を取る形で会長を辞任し、取締役相談役に退き、また、大阪府警察により髙木茂らと宅地建物取引業法違反容疑で書類送検された。
2024年12月13日午前4時59分、老衰のため東京都の病院で死去。89歳没。